# Tecophilaeaceae
Tecophilaeaceae — родина квіткових рослин, що входять до порядку однодольних Asparagales. Він складається з дев'яти родів із загальною кількістю 27 видів.
Ця родина була визнана систематиками лише нещодавно. Система APG IV 2016 року (без змін порівняно з версіями 1998, 2003 та 2009 років) розпізнає цю родину. Родина включає лише кілька десятків видів, що зустрічаються в Африці, на заході Південної Америки та на заході Північної Америки. Цей опис включає рід Cyanastrum, який іноді розглядається як окрема родина Cyanastraceae.

## Роди
Визнаються такі роди:
1. Conanthera
2. Cyanastrum
3. Cyanella
4. Eremiolirion
5. Kabuyea
6. Odontostomum
7. Tecophilaea
8. Walleria
9. Zephyra